# Naipyidó
Naipyidó (también escrito como Naypyidaw o Nay Pyi Taw) (en birmano: , pronunciación birmana: [ nèpjìdɔ̀ ]), es la capital federal de Birmania. Situada en la villa de Kyatpyae, en el municipio de Pyinmana, en la división de Mandalay. Su nombre significa 'Ciudad real' o 'Asiento de reyes' y su nombre fue anunciado durante el transcurso del Día de las Fuerzas Armadas celebrado el marzo de 2006, fecha considerada como la inaugural de la ciudad. La capital administrativa de Birmania fue oficialmente trasladada desde Rangún a Naipyidó el 6 de noviembre de 2005 por decisión de la junta militar. La población de la ciudad es incierta, pero se piensa que ronda el millón de habitantes, con una mayoría de birmanos, y con minorías de chinos e indios. La religión mayoritaria de los habitantes es el budismo con una minoría de cristianos.

## Localización
Su localización, en un campo a unos 3 kilómetros al oeste de la ciudad de Pyinmana y a unos 320 kilómetros al norte de la antigua capital, Rangún, fue debido a que allí se encontraba un importante campo de entrenamiento para los soldados y oficiales del Ejército Independiente Birmano que se enfrentó primero a los británicos, y que donde luego instaló el general Aung San su cuartel general, que logró la victoria frente a las tropas japonesas durante su ocupación del país durante la Segunda Guerra Mundial. Pyinmana se convirtió en un icono para el ejército birmano, ya que fue el lugar donde los birmanos lograron derrotar a ejércitos invasores superiores.
La ciudad se encuentra aproximadamente en el centro del país, en un nudo ferroviario y centro de comunicaciones cercano a los estados de Shan, Chin y Karen, asegurando una presencia militar continua cerca de las regiones más conflictivas. Otra de las ventajas que presenta la nueva localización es su situación alejada de Rangún, ciudad congestionada debido a su gran población y que hacía imposible la ampliación de los edificios gubernamentales. Según ha manifestado la oposición birmana al régimen militar del país, la razón principal ha sido alejar la ciudad de la costa para protegerla de una posible invasión extranjera liderada por los Estados Unidos.

## Historia

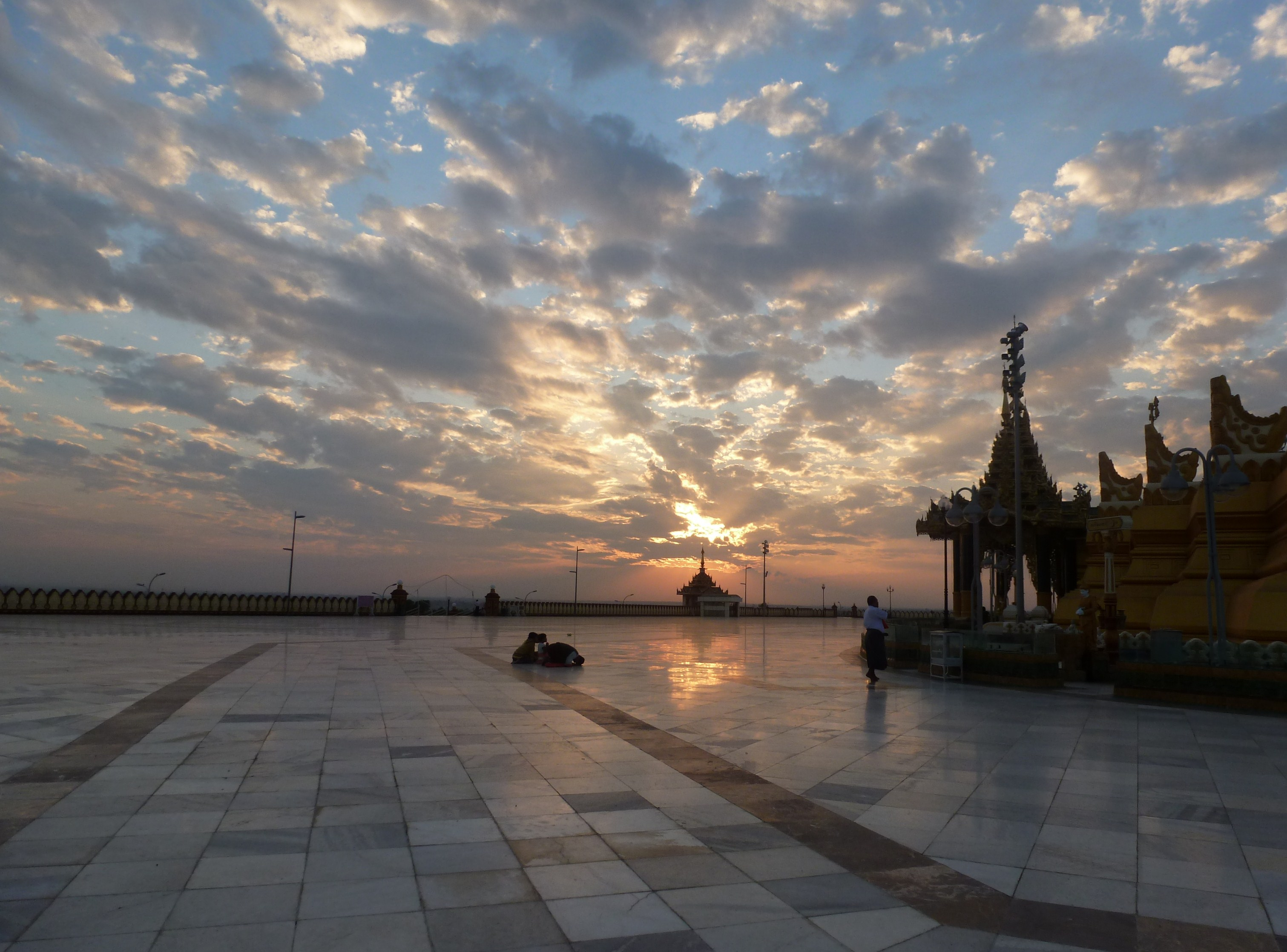
Plaza de la Pagoda Uppatasanti

El gobierno militar del país empezó el traslado de los ministerios desde Rangún a Naipyidó el 6 de noviembre de 2005. Cinco días más tarde, el 11 de noviembre, a las once de la mañana, un segundo convoy de 1100 camiones militares, que transportaban once batallones y once ministerios dejaban Rangún en dirección a la nueva capital. La repetición del número 11 es debido a las observaciones de los astros del astrólogo personal de Than Shwe. Se esperaba que la mayoría de los ministerios estuvieran en la ciudad hacia el final de febrero de 2006. Sin embargo, debido a la falta de escuelas y otras infraestructuras, los funcionarios fueron trasladados a la ciudad y separados de sus familias hasta que la ciudad dispusiera de las infraestructuras necesarias. Al este de la ciudad se encuentra un complejo fortificado, donde reside el líder de Birmania, el general Than Shwe. Los cuarteles generales del ejército están situados en un recinto separado de los ministerios, y los ciudadanos tienen prohibido el entrar en la zona militar. Los comerciantes y vendedores tienen reestringida su área de trabajo a una zona cercana a las oficinas gubernamentales.
El 27 de marzo de 2006, más de 12 000 soldados desfilaron en la nueva capital en el que fue su primer acontecimiento público; un desfile multitudinario el Día de las Fuerzas Armadas en el día que se conmemoraba el aniversario de la liberación del país de la ocupación japonesa. La toma de imágenes fue reestringida al lugar del desfile, tras el que se pudo apreciar la silueta de tres enormes estatuas que representan a los reyes birmanos Anawrahta, Bayinnaung y Alaungpaya U Aung Zeya, los tres reyes más importantes de la historia del país.
En noviembre de 2006, se realizó la ceremonia inaugural de la construcción de un gran complejo religioso en la nueva capital, muy similar a Shwedagon en Rangún. El complejo estará coronado con una pagoda de 98 metros, la misma altura que la de Shwedagon, y deberá ser visible desde la mayor parte de la ciudad.
El periodista indio, Siddharth Varadarajan, quien visitó la ciudad en enero de 2007, describió la inmensidad de la nueva capital como «el máximo seguro contra un cambio de régimen, una obra maestra del urbanismo diseñado para derrotar cualquier supuesta revolución colorista —no mediante tanques y cañones de agua, sino por medio de la geometría y la cartografía—». Este periodista ha publicado un blog fotográfico que es la primera muestra de la arquitectura de la ciudad.
Debido a las protestas antigubernamentales en Birmania de 2007, la ONU mandó a un enviado especial para evaluar la situación. El 30 de septiembre de 2007 el enviado se reunió con el jefe de la junta militar birmana en Naipyidó y posteriormente se trasladó a Rangún, donde se reunió con la líder opositora Aung San Suu Kyi.
El 23 de mayo de 2008 el secretario general de la ONU, Ban Ki-moon se convirtió en el primer dignatario extranjero que visitó la nueva capital de la Birmania en el escenario de la crisis humanitaria desatada tras el paso del ciclón Nargis el país, consiguiendo por parte del número uno de la Junta militar, el generalísimo Than Shwe, «el compromiso de permitir la entrada de todos los trabajadores humanitarios, sea cual sea su nacionalidad», así como la aceptación por parte del régimen de que el aeropuerto de Rangún fuera utilizado como plataforma internacional para la distribución de la ayuda.

## Organización de la ciudad
Naipyidó está organizada en varias zonas.

### Zonas residenciales

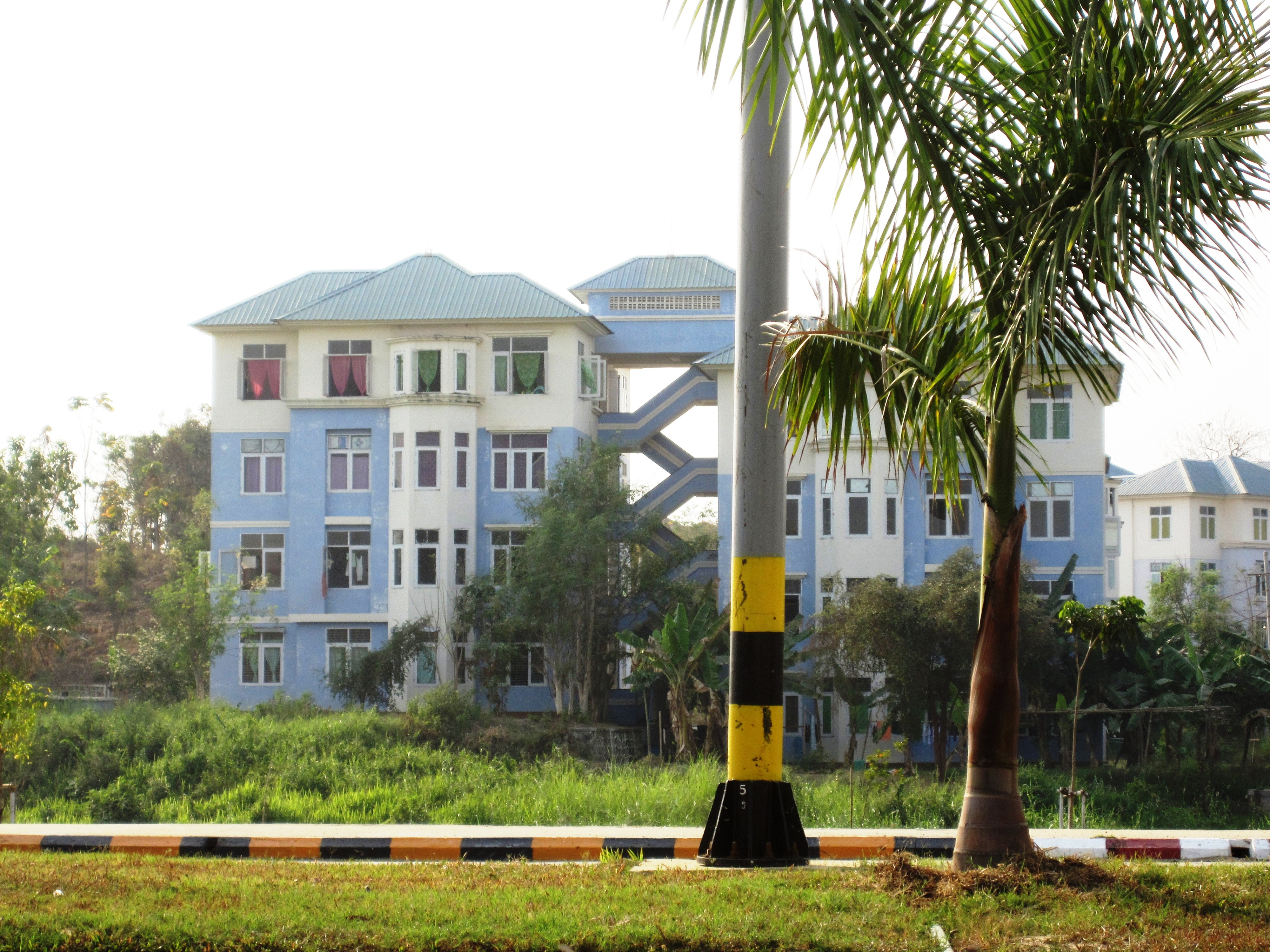
Edificio de apartamentos en Naypyidaw

Las zonas residenciales están cuidadosamente organizadas, y los apartamentos se asignan según el rango y el estado civil. La ciudad cuenta con 1.200 bloques de apartamentos de cuatro plantas. Los tejados de los edificios de apartamentos están codificados por colores según el trabajo de sus residentes; los empleados del Ministerio de Sanidad viven en edificios con tejados azules y los empleados del Ministerio de Agricultura en los que tienen tejados verdes. Los altos cargos del Gobierno viven en mansiones, de las que hay unas 50. Sin embargo, en 2019 se informó de que bastantes de las mansiones ministeriales no se utilizaban y se dejaban en un estado de abandono en recintos cubiertos de maleza.

### Zona de los Ministerios

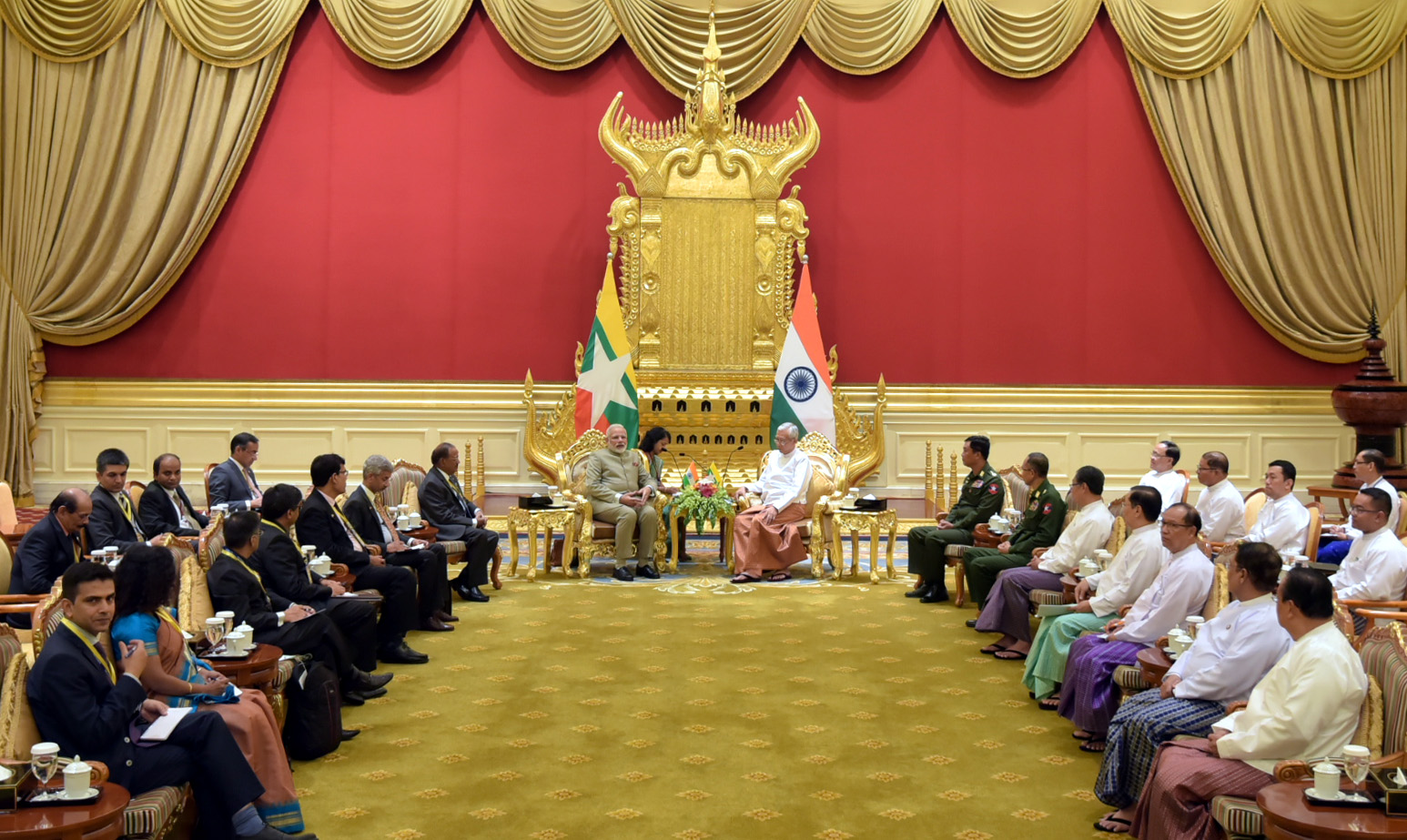
El Palacio Presidencial de Naipyidó, durante la reunión entre el presidente de Myanmar U. Htin Kyaw y el primer ministro de la India Narendra Modi en 2017

Parlamento de la Unión.

La zona ministerial de la ciudad contiene las sedes de los ministerios del gobierno de Myanmar. Todos los edificios ministeriales son idénticos en apariencia. Un complejo  parlamentario formado por 31 edificios y un Palacio presidencial de 100 habitaciones también se encuentran allí. La zona también contiene el edificio del ayuntamiento, que tiene muchas características de la arquitectura estalinista, pero con un tejado de estilo birmano.

### Zona militar
Los  militares de alto rango y otros funcionarios clave viven 11 km  alejados de los empleados normales del gobierno en un complejo que, según se dice, consta de túneles y búnkeres; esta zona está restringida al público. La ciudad también alberga una base militar, a la que no pueden acceder los ciudadanos ni otro personal sin un permiso escrito.

### Zona diplomática
El gobierno ha reservado  2 ha de terreno cada uno para embajadas extranjeras y sedes de misiones de Naciones Unidas. La embajada china ha abierto formalmente su oficina de enlace provisional en 2017. La oficina de enlace es la primera oficina extranjera a la que se le permite abrir en Naypyidaw. Bangladesh y Malasia también han firmado acuerdos para abrir embajadas en Naypyidaw. El Gobierno confirma que otros 11 países han presentado propuestas para trasladar sus embajadas a Naypyidaw, a saber, Rusia, China, Estados Unidos, India, Arabia Saudí, Catar, Filipinas, Indonesia, Tailandia, Turquía y Kuwait. En febrero de 2018, la consejera de Estado Daw Aung San Suu Kyi presidió una reunión en el Ministerio de Asuntos Exteriores en Naypyidaw en la que instó a los gobiernos extranjeros a trasladar sus embajadas a la capital. 

Wunna Theikdi Indoor Stadium

### Zona de hoteles
La zona hotelera cuenta con un puñado de hoteles de estilo chalet en las afueras de la ciudad. Hay doce hoteles situados en Naypyidaw o en sus alrededores. Ocho de ellos se encuentran en la zona hotelera de Naypyidaw, y dos en Laeway (Lewe), en la carretera Yangon-Mandalay. Se construyeron 40 villas cerca del Centro de Convenciones de Myanmar para preparar la 25ª cumbre de la ASEAN celebrada en Naypyidaw en noviembre de 2014.  La construcción de las villas fue iniciada en 2010 por el gobierno. Sin embargo, los fondos eran limitados, por lo que el proyecto se sacó posteriormente a concurso para que lo terminaran inversores del sector privado. Un total de 348 hoteles y 442 posadas se construyeron para alojar a los atletas y espectadores de los Juegos del Sudeste Asiático 2013, que se celebraron en Naypyidaw.

### Zona comercial

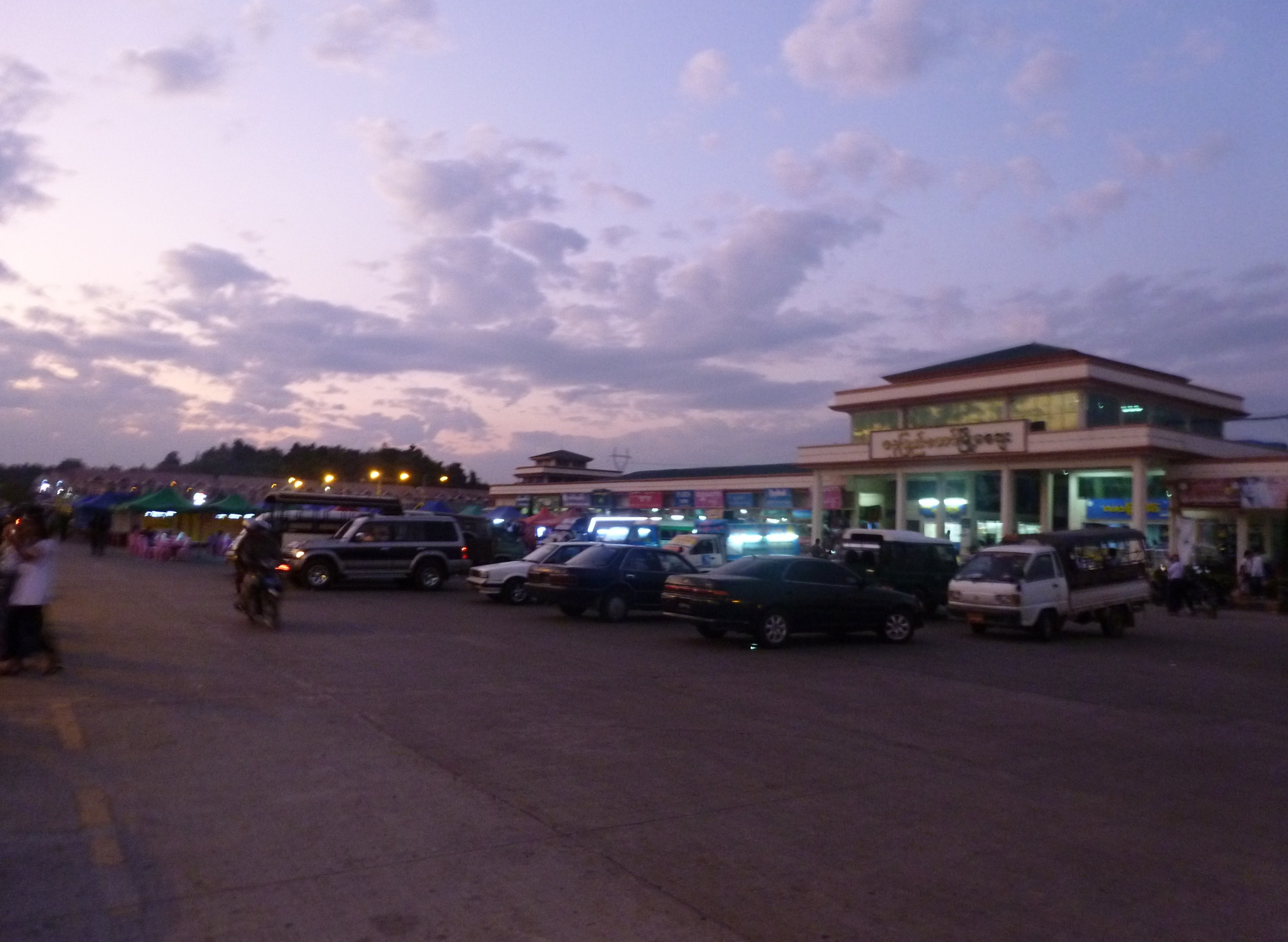
Mercado Myoma.

El mercado Myoma de Naipyidó es el centro comercial de la ciudad. Otras zonas comerciales son el mercado de Thapye Chaung y el Junction Centre Naypyidaw. Junction Centre es el primer centro comercial privado de la ciudad. También hay mercados locales y una zona de restaurantes.

### Zona de ocio

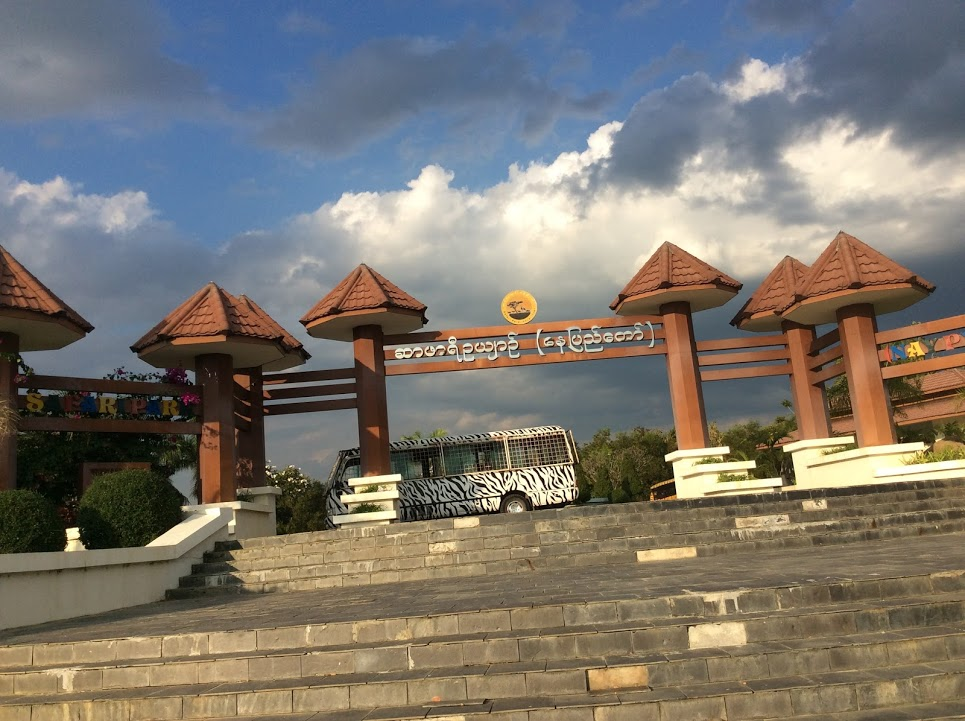
Safari Park

Los Jardines del Lago Ngalaik son un pequeño parque acuático situado a lo largo de la Presa Ngalaik, cerca del pueblo de Kyweshin, en el lago Ngalaik (a unos 11 kilómetros (7 mi) de Naypyidaw). Inaugurados en 2008, las instalaciones de los Jardines del Lago Ngalaik incluyen toboganes acuáticos, complejos turísticos naturales, alojamiento y una playa. Los jardines están abiertos al público durante las vacaciones de Thingyan.
También se inauguró en 2008 el 81 hectáreas (200,2 acre) El Parque Herbal Nacional cuenta con exposiciones de plantas con aplicaciones medicinales de todas las principales regiones de Myanmar. ¡Hay miles de plantas en el parque, que representan cientos de especies diferentes. Detrás del ayuntamiento, hay un parque con una zona de juegos y complejo de fuentes de agua, que acoge un espectáculo musical de luces cada noche.
El Jardín Zoológico de Naypyidaw abrió sus puertas en 2008 con 420 especies y ahora cuenta con 1500 animales. La principal atracción del zoológico es la casa de los pingüinos, que está climatizada. Los animales fueron enviados a ella desde la antigua de Yangon. El Naypyidaw Safari Park abrió oficialmente el 12 de febrero de 2011.
Naypyidaw también cuenta con dos campos de golf, el Naypyidaw City Golf Course y el Yaypyar Golf Course, y un museo de gemas.

### Imagen icónica
Similar en tamaño y forma a la Pagoda de Shwedagon en Rangún, la Pagoda Uppatasanti se completó en 2009. Esta nueva pagoda recibe el nombre de Uppatasanti o "Pagoda de la Paz". La ceremonia de inauguración de la pagoda se celebró el 12 de noviembre de 2006. La tarjeta de invitación a la ceremonia se abría con una frase "Rajahtani Naypyidaw (la capital real donde reside el rey)". La pagoda es sólo  30 cm más baja que la pagoda de Shwedagon. Uppatasanti se traduce aproximadamente como "protección contra la calamidad". Es el nombre de un sūtra preparado por un monje a principios del siglo XVI. Debe recitarse en tiempos de crisis, especialmente ante una invasión extranjera.

## Infraestructuras
A pesar de que la ciudad cuenta con buenos servicios de agua y electricidad, muchos empleados públicos han manifestado su oposición a la medida gubernamental que los obligó a mudarse a Naipyidó. Esto se debe a la casi inexistencia de centros comerciales y restaurantes en la ciudad, y muchos empleados han decidido no mudarse con sus familias, por lo menos, inicialmente.

### Transporte
Ferroviario
El viaje desde Rangún hasta Naipyidó dura nueve horas. Los trenes salen a las 12:00 y llegan a las 21:00, hora local.
Aéreo
Para dar servicio a la ciudad, el aeropuerto de Ela fue remodelado para ser capaz de acoger vuelos con aviones de grandes dimensiones. El aeropuerto está situado a unas diez millas al sureste de Kyatpyae. Todas las compañías aéreas del país (Myanma Airways, Yangon Airways, Air Mandalay y Air Bagan) incluyen Naipyidó como destino de sus vuelos, ofrecen vuelos entre la capital y otras ciudades del país.
A mediados de marzo de 2006, Air Mandalay puso en funcionamiento un servicio de vuelos entre Rangún y Naipyidó. El 5 de junio de 2006, entre Naipyidó y Thandwe y Sittwe, en el estado de Rakhine, para proporcionar a los funcionarios un mejor acceso al oeste del país.